# Sare
Sare (basco Sara) è un piccolo comune francese di 2 486 abitanti situato nel dipartimento dei Pirenei Atlantici, nella regione della Nuova Aquitania.

## Geografia fisica

### Stato
Sare fa parte dell'antica provincia basca del Labourd ed è un comune di frontiera verso la Spagna; si trova ad un quarto d'ora d'auto dalla costa basca. Esso è contornato da montagne: l'Atxuria, l'Ibantelli e la Rhune.
Sare e Ainhoa, insieme ai due comuni spagnoli de Zugarramurdi e Urdazubi, formano un territorio transfrontaliero, chiamato Xareta. A cavallo della frontiera con la Spagna, vi è il percorso inevitabile del "Cammino di San Giacomo di Compostela" (voie du Baztan), che va da Bayonne a Pamplona.

### Idrografia
Il comune è attraversato dagli affluenti della Nivelle, Tontolo, Uzkain, Arraio, Galardi e Lizunia (e quelli di quest'ultimo Urio e Tonba), Behereko benta e Portua.

### Località e frazioni
Nel catasto napoleonico del 1809 il comune è diviso in sette sezioni:
- Hariztegi
- Zugarramurdi
- Sainte-Barbe
- la Palombière
- Ibantelli
- La Rhune
- la Place

Oggi è composto di 12 quartieri:
- Ahuntz karrika
- Basaburua
- Egimehar
- Erremuxil
- Goiburu
- Haranburua
- Herbarrun
- Ihalar
- Iztilarte
- Lapitzea
- Lehenbizkai
- Olhaldea

### Comuni limitrofi
- Saint-Pée-sur-Nivelle a nord-est
- Ascain et Urrugne a nord-ovest
- Bera, a sud

## Società

### Evoluzione demografica
Abitanti censiti